# Schmidtiana heyrovskyi
Schmidtiana heyrovskyi là một loài bọ cánh cứng trong họ Cerambycidae.